# Dvorec, Bekštanj
Dvorec (nemško Höfling) je naselje v Občini Bekštanj v Okraju Beljak-dežela na Koroškem v Avstriji.